# Microcrambus kimballi
Microcrambus kimballi là một loài bướm đêm trong họ Crambidae.